# Alan Menken
Alan Menken o Alan Irwin Menken (New Rochelle, Nova York, Estats Units, 22 de juliol de 1949) és un pianista i compositor de cinema estatunidenc guanyador de vuit Oscars i sis Globus d'Or, entre molts d'altres premis. És sobretot conegut pel seu treball en unes quantes pel·lícules animades de Disney, incloent-hi The Hunchback of Notre Dame, The Little Mermaid, Beauty and the Beast, Hèrcules, Pocahontas, Aladdin, and Home on the Range. La seva primera obra reeixida fou el musical de 1982 a off-Broadway Little Shop of Horrors. És una de les poques persones que ha guanyat els premis Emmy, Grammy, Oscar i Tony.

## Biografia

### Primers anys i desenvolupament artístic
Alan Irwin Menken va néixer el 22 de juliol de 1949 al French Hospital de Manhattan, a Nova York; és fill de Judith i Norman Menken. El seu pare era un dentista, que tocava boogie-woogie al piano, i la seva mare era actriu, ballarina i escriptora. La seva família és jueva. Menken va desenvolupar un interès per la música a una edat primerenca, prenent classes de piano i violí. Va començar a compondre ja de petit. Als 9 anys, al Concurs de compositors juvenils de la Federació de Clubs de Música de Nova York, la seva composició original, "Bouree", va ser classificada com a Superior i Excel·lent pels jutges.
Alan Menken va estudiar piano i violí a l'institut, per ingressar després a la Universitat de Nova York. Començava la seva carrera com a compositor, però després de conèixer al lletrista Howard Ashman, s'encaminà amb èxit cap al món de teatre musical. Menken i Ashman debutaven amb God Bless You, Mr. Rosewater el 1979, i seguiren col·laborant en espectacles tan reeixits com Her Pilgrim Soul, The Apprenticeship of Duddy Kravitz, King David, A Christmas Carol, Weird Romance, i per descomptat La botiga dels horrors.

### El Renaixement de Disney
L'èxit d'aquest darrer espectacle, que va esdevenir pel·lícula el 1986, va associat el nom de Menken amb les bandes sonores per al cinema. En aquest moment va ser contractat pels l'estudi d'animació Disney per compondre la música de La Sireneta (1989). El repte de crear la música d'un musical d'animació basat en el conte de fades de Hans Christian Andersen i que pogués encaixar amb altres llargmetratges animats de la factoria com ara La Blancaneu i els set nans o La Ventafocs. La Sireneta va resultar un èxit crític i comercial i va marcar l'inici de l'era anomenada El Renaixement de Disney. La pel·lícula els va donar el seu primer premi Oscar: Millor cançó per "Under the Sea" (Sota el mar). Menken també va guanyar el premi de l'Acadèmia de 1989 a la millor Banda Sonora.
Amb col·laboracions amb grans lletristes com el mateix Ashman, Tim Rice i Stephen Schwartz, Menken gairebé obté el monopoli per reactivar les fortunes musicals del departament d'animació de l'estudi, escrivint cançons i bandes sonores que avui dia ja són clàssiques.
Tanmateix, el seu treball de l'any 1997 per la Disney, Hèrcules, es converteix en un fracàs tant de la crítica com comercial, i Menken abandona el món del cinema per tornar al teatre. Finalment es produeix el seu retorn el 2004 amb la pel·lícula animada Home on the Range. Malgrat la pel·lícula tornava a ser poc reeixida, l'any 2006 torna amb The Shaggy Dog, sempre per la Disney, sent la seva primera pel·lícula no animada en 15 anys. Més endavant va escriure la música per a Enchanted (2007) i Tangled (2010) que li van reportar nominacions als Oscar a la millor cançó original.
A partir de 2017 Menken va seguir col·laborant ocasionalment amb la Disney per a la creació  de les bandes sonores originals per a les adaptacions en imatge real de La Bella i la Bèstia (2017) i Aladdin (2019).
El músic va tornar a treballar amb amb Stephen Schwartz per escriure noves cançons per a Disenchanted (2022), la seqüela d'Enchanted. Més endavant també va treballar amb Lin-Manuel Miranda per a l'adaptació en imatge real de La Sireneta (2023). Pel que fa a projectes futurs, es creu que Menken estaria treballant en la seqüela d'Aladdin. Es va confirmar que estava treballant en una pel·lícula d'acció real de El Geperut de Notre Dame, però al maig de 2023 el matei artista va confirmar que el projecte estava aturat a causa de problemes amb el contingut original del llargmetratge.

## Vida personal
El 1972 Menken es va casar amb la ballarina de ballet Janis Roswick amb qui va tenir dues filles: Anna i Nora.

## Filmografia
Cinema
| Any  | Títol                              | Director(s)                | Rol(s)                                                         | Notes                                                                                                  |
| ---- | ---------------------------------- | -------------------------- | -------------------------------------------------------------- | --- |
| 1986 | Little Shop of Horrors             | Frank Oz                   | Compositor de cançons                                          | Va compondre cançons noves i originals amb lletra de Howard Ashman i banda sonora de Miles Goodman.    |
| 1989 | La Sireneta                        | John Musker Ron Clements   | Música per a cinema, compositor de cançons i Productor musical | Primera banda sonora d'una pel·lícula d'animació. Cançons compostes amb lletra de Howard Ashman.       |
| 1990 | Rocky V                            | John G. Avildsen           | Compositor de cançons                                          | Composició de Measure of a Man. Amb banda sonora de Bill Conti.                                        |
| 1991 | La bella i la bèstia               | Gary Trousdale Kirk Wise   | Música per a cinema, compositor de cançons i Productor musical | Cançons compostes amb lletra de Howard Ashman.                                                         |
| 1992 | Newsies                            | Kenny Ortega               | Compositor de cançons                                          | Va compondre cançons amb lletra de Jack Feldman                                                        |
| 1992 | Home Alone 2: Lost in New York     | Chris Columbus             | Compositor de cançons                                          | Va compondre la cançó My Christmas Tree amb lletra de Jack Feldman                                     |
| 1992 | Aladdin                            | John Musker Ron Clements   | Música per a cinema, compositor de cançons i Productor musical | Cançons compostes amb lletra de Howard Ashman i Tim Rice.                                              |
| 1993 | Life with Mikey                    | James Lapine               | Música per a cinema, compositor de cançons i Productor musical | Va compondre Cold Enough to Snow i Life with Mikey Theme amb lletres d'Stephen Schwartz i Jack Feldman |
| 1995 | Pocahontas                         | Mike Gabriel Eric Goldberg | Música per a cinema, compositor de cançons i Productor musical | Va compondre cançons amb lletra d'Stephen Schwartz.                                                    |
| 1996 | El geperut de Notre Dame           | Gary Trousdale Kirk Wise   | Música per a cinema, compositor de cançons i Productor musical | Va compondre cançons amb lletra d'Stephen Schwartz.                                                    |
| 1997 | Hèrcules                           | John Musker Ron Clements   | Música per a cinema, compositor de cançons i Productor musical | Va compondre cançons amb lletra de David Zippel.                                                       |
| 2004 | Home on the Range                  | Will Finn John Sanford     | Música per a cinema i compositor de cançons.                   | Va compondre cançons amb lletres de Glenn Slater.                                                      |
| 2004 | Noel                               | Chazz Palminteri           | Música per a cinema,compositor de cançons                      | Va compondre la cançó Winter Light amb lletra de Stephen Schwartz                                      |
| 2006 | The Shaggy Dog                     | Brian Robbins              | Música per a cinema.                                           | |
| 2007 | Enchanted                          | Kevin Lima                 | Música per a cinema i compositor de cançons.                   | Va compondre cançons amb lletra d'Stephen Schwartz.                                                    |
| 2010 | Tangled                            | Byron Howard Nathan Greno  | Música per a cinema, compositor de cançons i Productor musical | Va compondre cançons amb lletres de Glenn Slater.                                                      |
| 2011 | Captain America: The First Avenger | Joe Johnston               | Compositor de cançons                                          | Va compondre Star Spangled Man amb lletra de David Zippel.                                             |
| 2011 | Jock the Hero Dog                  | Duncan MacNeillie          | Compositor de cançons                                          | Va compondre la cançó Howling at the moon amb lletra de Tim Rice.                                      |
| 2012 | Mirror, mirror                     | Tarsem Singh               | Música per a cinema                                            | |
| 2016 | Sausage Party                      | Conrad Vernon Greg Tiernan | Música per a cinema, compositor de cançons                     | Co-compositor amb Christopher Lennertz.                                                                |
| 2016 | Aria of a Cow                      | Dan Lund                   | Música per a cinema, compositor de cançons                     | Va compondre Aria amb lletra de Howard Ashman                                                          |
| 2017 | La bella i la bèstia               | Bill Condon                | Música per a cinema, compositor de cançons                     | Va compondre noves cançons amb Tim Rice.                                                               |
| 2018 | En Rlaph destrueix internet        | Rich Moore Phil Johnston   | Compositor de cançons                                          | |
| 2018 | Holmes & Watson                    | Etan Cohen                 | Compositor de cançons                                          | |
| 2018 | Howard                             | Don Hahn                   | Música per a cinema i actor                                    | Documental estrenat a la plataforma Disney+.                                                           |
| 2019 | Aladdin                            | Guy Ritchie                | Música per a cinema, compositor de cançons                     | |
| 2022 | Disenchanted                       | Adam Shankman              | Música per a cinema, compositor de cançons                     | |
| 2023 | La Sireneta                        | Rob Marshall               | Música per a cinema, compositor de cançons                     | |
| 2024 | Spellbound                         | Vicky Jenson               | Música per a cinema, compositor de cançons i Productor musical | Llargmetratge original de Netflix.                                                                     |

## Musicals
- God Bless You, Mr. Rosewater WPA Theatre (maig de 1979) i Entermedia Theater (octubre de 1979)
- Little Shop of Horrors Off Broadway 1982 i Broadway 2003
- Weird Romance 1992 Off Broadway i 2007 revival de dos musicals d'un sol acte: Girl who was Plugged in i Her Pilgrim Soul
- Aladdin, Jr. 1992 un musical d'un únic acte i 7 escenes basat en la pel·lícula de Disney
- Beauty and the Beast Broadway 1994 (nominat al Tony)
- A Christmas Carol Perennial holiday run (10 years) The Theatre at Madison Square Garden 1994-2003
- King David 1997
- Der Glöckner von Notre Dame musical alemany 1999
- The Little Mermaid Broadway 2008 (nominat al Tony)
- Sister Act the Musical West End 2009, Broadway 2011 (nominat al Tony)
- Leap of Faith 2010 Los Angeles, Broadway 2012
- Newsies al Papermill Playhouse 2011, Broadway 2012 (guanyador del Tony)
- Aladdin a Seattle 2011, Broadway 2014 (basat en el llargmetratge de Disney)
- The Hunchback of Notre Dame a La Jolla Playhouse, 2014.
- The Apprenticeship of Duddy Kravitz a Montreal, 2015 (basat en la novel·la de Mordecai Richler)
- A Bronx Tale: The Musical, a Broadway, 2016 (basat en l'obra de Chazz Palminteri)[21]
- Hercules, a Central Park, 2019.[22]

### D'altres
- Beauty and the Beast Live on Stage – Espectacle al Disney's Hollywood Studios, Walt Disney World
- Disney's Aladdin: A Musical Spectacular - Espectacle a Disney California Adventure
- The Hunchback of Notre Dame - Espectacle al Disney's MGM Studios, Walt Disney World
- The Little Mermaid: Ariel's Undersea Adventure – Atracció a Disney California Adventure
- Sindbad's Storybook Voyage – Atracció a Tokyo DisneySea, Tokyo Disney Resort

## Premis i nominacions

### Premis Oscar
| Any  | Categoria             | Pel·lícula                                                      | Resultat  |
| ---- | --------------------- | --------------------------------------------------------------- | --------- |
| 1987 | Millor cançó original | La botiga dels horrors per "Mean Green Mother from Outer Space" | Candidat  |
| 1990 | Millor banda sonora   | The Little Mermaid                                              | Guanyador |
| 1990 | Millor cançó original | The Little Mermaid per "Under the Sea"                          | Guanyador |
| 1990 | Millor cançó original | The Little Mermaid per "Kiss the Girl"                          | Candidat  |
| 1992 | Millor banda sonora   | Beauty and the Beast                                            | Guanyador |
| 1992 | Millor cançó original | Beauty and the Beast per "Beauty and the Beast"                 | Guanyador |
| 1992 | Millor cançó original | Beauty and the Beast per "Belle"                                | Candidat  |
| 1992 | Millor cançó original | Beauty and the Beast per "Be Our Guest"                         | Candidat  |
| 1993 | Millor banda sonora   | Aladdin                                                         | Guanyador |
| 1993 | Millor cançó original | Aladdin per "A Whole New World"                                 | Guanyador |
| 1993 | Millor cançó original | Aladdin per "Friend Like Me"                                    | Candidat  |
| 1996 | Millor banda sonora   | Pocahontas                                                      | Guanyador |
| 1996 | Millor cançó original | Pocahontas per "Colors of the Wind"                             | Guanyador |
| 1997 | Millor banda sonora   | The Hunchback of Notre Dame                                     | Candidat  |
| 1998 | Millor cançó original | Hèrcules per "Go The Distance"                                  | Candidat  |
| 2008 | Millor cançó original | Enchanted per "Happy Working Song"                              | Candidat  |
| 2008 | Millor cançó original | Enchanted per "So Close"                                        | Candidat  |
| 2008 | Millor cançó original | Enchanted per "That's How You Know"                             | Candidat  |
| 2011 | Millor cançó original | Tangled per "I See the Light"                                   | Candidat  |

### Premis Globus d'Or
| Any  | Categoria                    | Pel·lícula                                      | Resultat  |
| ---- | ---------------------------- | ----------------------------------------------- | --------- |
| 1990 | Millor banda sonora original | The Little Mermaid                              | Guanyador |
| 1990 | Millor cançó original        | The Little Mermaid per "Under the Sea"          | Guanyador |
| 1990 | Millor cançó original        | The Little Mermaid per "Kiss the Girl"          | Candidat  |
| 1992 | Millor banda sonora original | Beauty and the Beast                            | Guanyador |
| 1992 | Millor cançó original        | Beauty and the Beast per "Beauty and the Beast" | Guanyador |
| 1992 | Millor cançó original        | Beauty and the Beast per "Be Our Guest"         | Candidat  |
| 1993 | Millor banda sonora original | Aladdin                                         | Guanyador |
| 1993 | Millor cançó original        | Aladdin per "A Whole New World"                 | Guanyador |
| 1993 | Millor cançó original        | Aladdin per "Friend Like Me"                    | Candidat  |
| 1993 | Millor cançó original        | Aladdin per "Prince Ali"                        | Candidat  |
| 1996 | Millor cançó original        | Pocahontas per "Colors of the Wind"             | Guanyador |
| 1996 | Millor banda sonora original | Pocahontas                                      | Candidat  |
| 1997 | Millor banda sonora original | The Hunchback of Notre Dame                     | Candidat  |
| 1998 | Millor cançó original        | Hèrcules per "Go The Distance"                  | Candidat  |
| 2008 | Millor cançó original        | Enchanted per "That's How You Know"             | Candidat  |

### Premis BAFTA
| Any  | Categoria           | Pel·lícula           | Resultat |
| ---- | ------------------- | -------------------- | -------- |
| 1993 | Millor banda sonora | Beauty and the Beast | Candidat |
| 1994 | Millor banda sonora | Aladdin              | Candidat |

### Premis Grammy
| Any  | Categoria                                                         | Pel·lícula                                      | Resultat  |
| ---- | ----------------------------------------------------------------- | ----------------------------------------------- | --------- |
| 1991 | Millor àlbum infantil                                             | The Little Mermaid                              | Guanyador |
| 1991 | Millor cançó escrita per pel·lícula o televisió                   | The Little Mermaid per "Under the Sea"          | Guanyador |
| 1991 | Millor cançó escrita per pel·lícula o televisió                   | The Little Mermaid per "Kiss the Girl"          | Candidat  |
| 1991 | Millor composició instrumental escrita per pel·lícula o televisió | The Little Mermaid                              | Candidat  |
| 1994 | Millor àlbum infantil                                             | Beauty and the Beast                            | Guanyador |
| 1994 | Millor cançó escrita per pel·lícula o televisió                   | Beauty and the Beast per "Beauty and the Beast" | Guanyador |
| 1994 | Millor composició instrumental escrita per pel·lícula o televisió | Beauty and the Beast                            | Guanyador |
| 1993 | Millor àlbum infantil                                             | Aladdin                                         | Guanyador |
| 1993 | Millor cançó escrita per pel·lícula o televisió                   | Aladdin per "A Whole New World"                 | Guanyador |
| 1993 | Millor cançó escrita per pel·lícula o televisió                   | Aladdin per "Friend Like Me"                    | Candidat  |
| 1993 | Millor composició instrumental escrita per pel·lícula o televisió | Aladdin                                         | Guanyador |
| 1993 | Cançó de l'any                                                    | Aladdin per "A Whole New World"                 | Guanyador |
| 1996 | Millor cançó escrita per pel·lícula o televisió                   | Pocahontas per "Colors of the Wind"             | Guanyador |
| 2009 | Millor cançó escrita per pel·lícula, televisió o mitjà visual     | Enchanted per "Ever Ever After"                 | Candidat  |
| 2009 | Millor cançó escrita per pel·lícula, televisió o mitjà visual     | Enchanted per "That's How You Know"             | Candidat  |